# Brignancourt
Brignancourt é uma comuna francesa na região administrativa da Ilha de França, no departamento do Vale do Oise. Estende-se por uma área de 3.06 km². Em 2010 a comuna tinha 213 habitantes (densidade: 69,6 hab./km²).